# Friedrich Schoch
Friedrich Schoch (* 1952 in Thaleischweiler) ist ein deutscher Rechtswissenschaftler.

## Leben
Schoch studierte von 1971 bis 1976 Rechtswissenschaften an der Universität Mainz. Seine juristischen Staatsexamina legte er 1976 und 1979 ab. 1981 folgte seine Promotion an der Universität Kiel, wo er sich 1987 auch habilitierte. 1988 wurde Schoch Professor an der Universität Münster, 1992 wurde er an die Universität Freiburg berufen. Seit 1998 ist er Richter im Nebenamt beim Verwaltungsgerichtshof Baden-Württemberg.
Schoch war als DFG-Fachgutachter tätig und ist Mitglied im Forschungsverbund zur Erarbeitung eines Informationsgesetzbuches für die Bundesrepublik Deutschland sowie der Enquetekommission „Kommunen“ des Landtags von Rheinland-Pfalz. Er war von 2005 bis 2007 Vorsitzender der Vereinigung der Deutschen Staatsrechtslehrer.
Friedrich Schoch ist verheiratet.

## Forschungsschwerpunkte
- Verfassungsrecht
- Allgemeines Verwaltungsrecht
- Verwaltungsverfahrens- und Verwaltungsprozessrecht
- Europäisierung des nationalen Rechts
- Kommunalrecht (Deutschland), Recht der Kommunalfinanzen
- Polizei- und Ordnungsrecht
- Informations- und Medienrecht